# خانه جواد پاسدار
خانه جواد پاسدار مربوط به اواخر دوره قاجار است و در یزد، خیابان امام خمینی، کوچه سهل بن علی در مجاورت منزل شهید محراب آیت الله صدوقی و روبروی دانشکده معماری دانشگاه یزد واقع شده و این اثر در تاریخ ۱۷ اسفند ۱۳۸۱ با شمارهٔ ثبت ۷۷۷۰ به‌عنوان یکی از آثار ملی ایران به ثبت رسیده‌است.
هر ساله مراسم روضه خوانی از اول تا دهم محرم الحرام صبح‌ها در این محل برگزار می‌شودکه قدمتی بیش از ۱۵۰ سال را دارد.

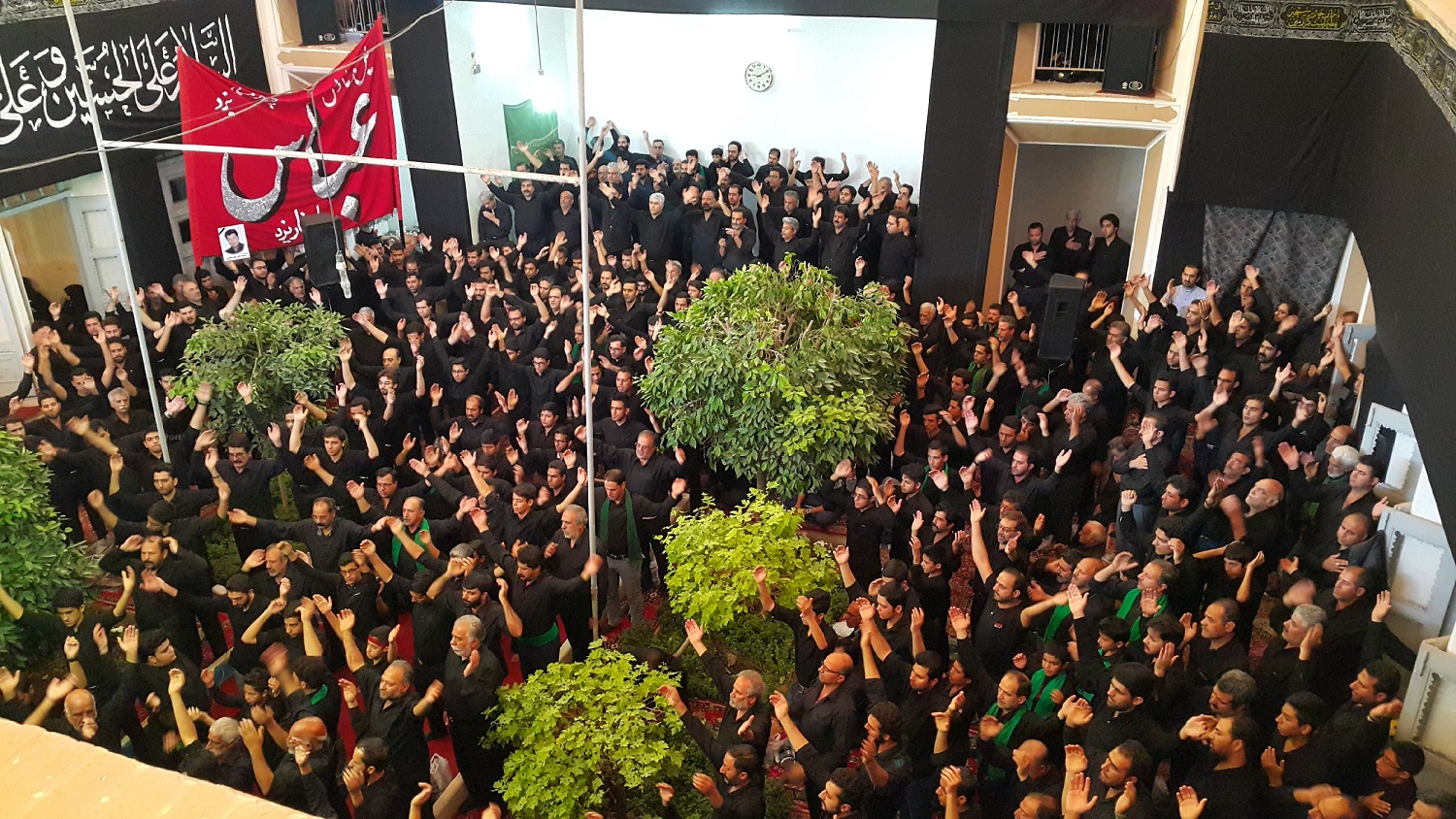
سینه زنی عزاداران چهارمنار یزد در خانه جواد پاسدار

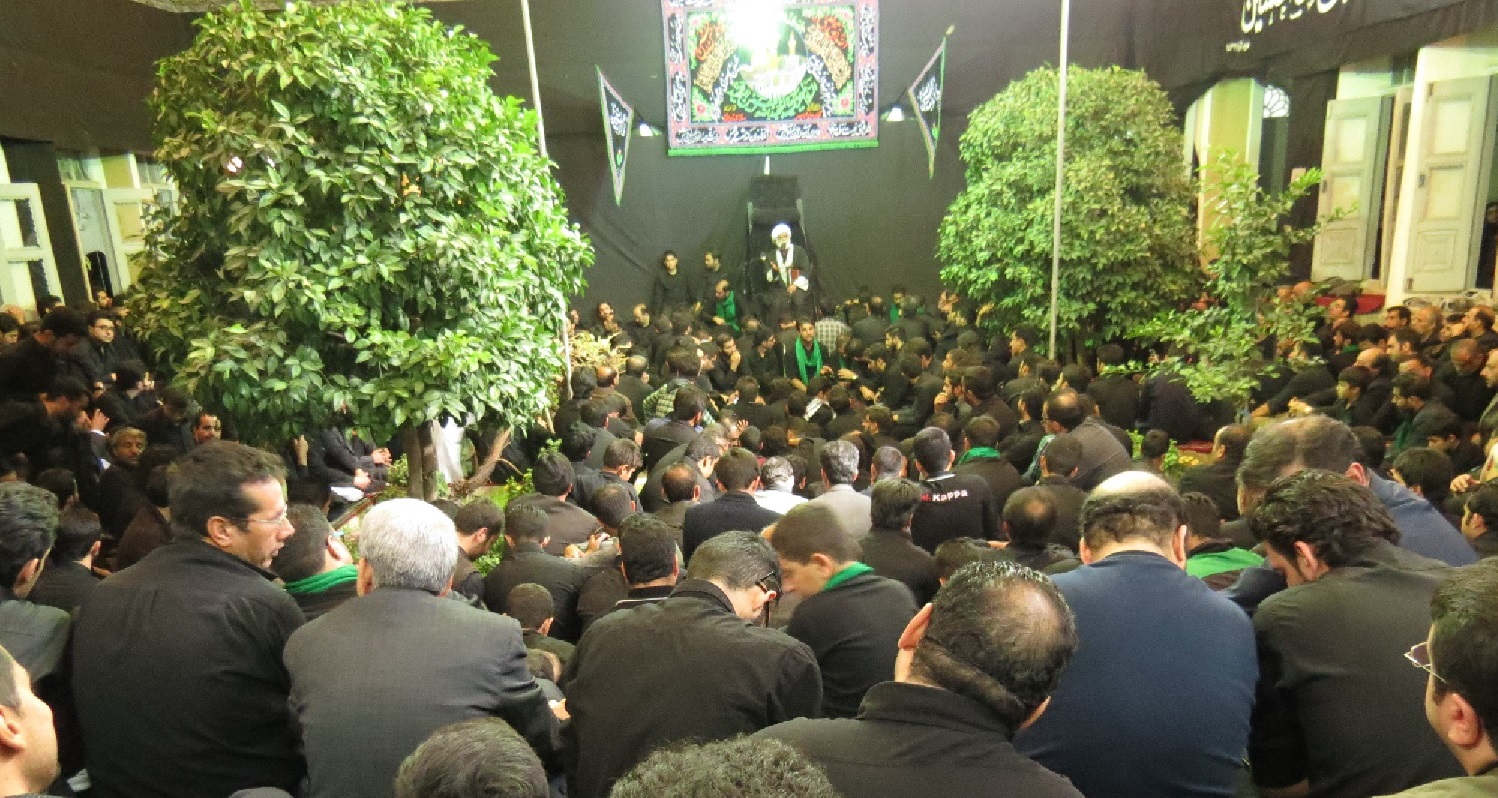
روضه خوانی در منزل جواد پاسدار

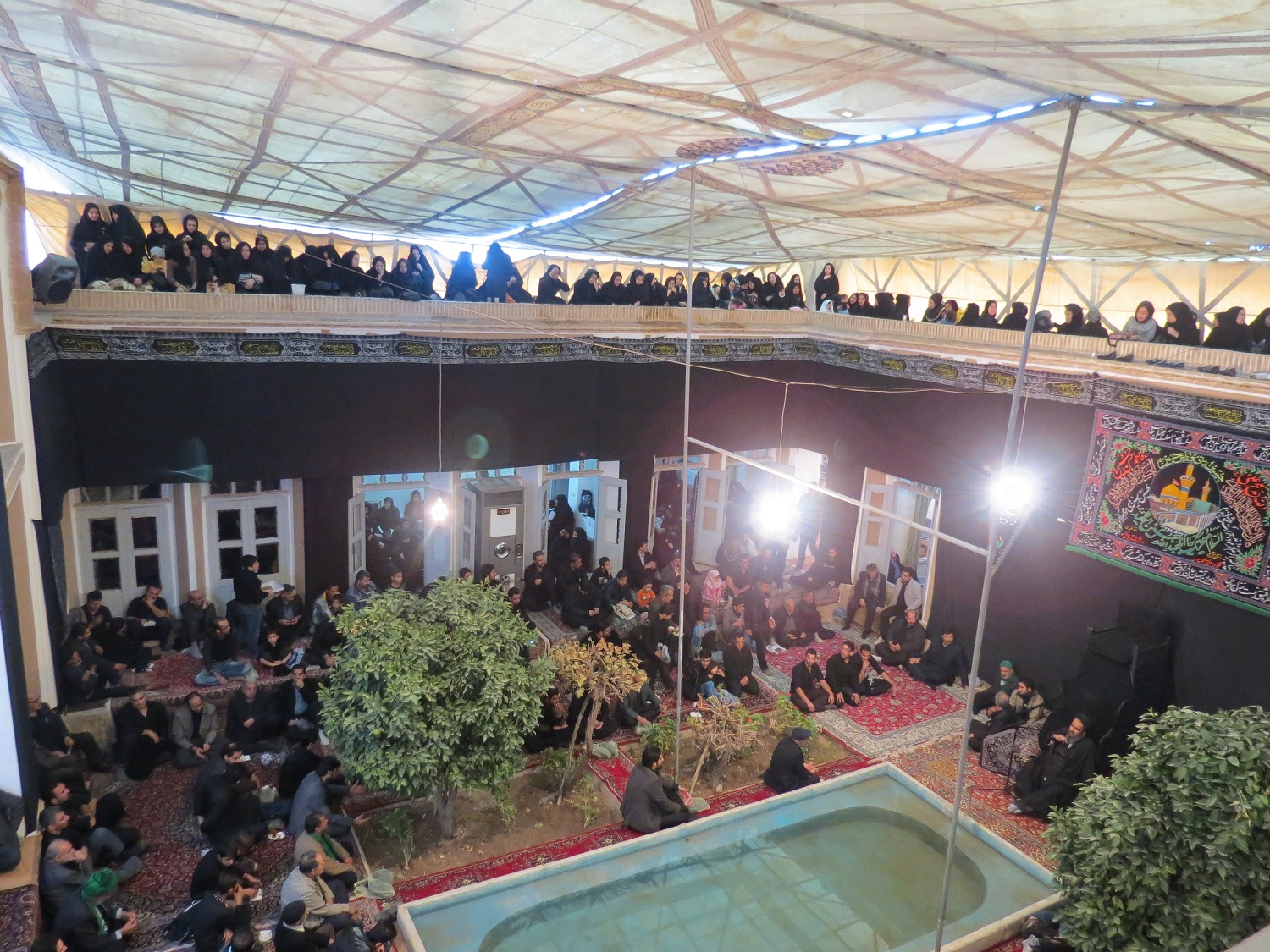
روضه خوانی در خانه جواد پاسدار